# Dinko Chudoba
Dinko Chudoba (Senj, 19. prosinca 1883. – Zagreb, 17. prosinca 1959.), hrvatski farmaceut, humorist i zagonetač.
Svoj publicistički rad započinje 1911. u listu »Pobratim« pitalicama i zagonetkama, koje kasnije objavljuje u »Ilustrovanom listu«, »Ilustrovanim novostima«, »Sfinga Rebusu« i »Razbibrizi«. Uređivao je humorističke listove »Šišmiš« i »Pilula«, a surađivao je i u »Koprivama«, »Novostima«, »Zabavniku«, »Dva sata«, »Večeri«, »Domu i svietu«. Vodio je i stručno glasilo »Farmaceutski vijesnik«. Objavio je i pjesničke zbirke Marginalije i U prvom nagnuću, a obradio je i veliki broj slikovnica.
Supruga Blanka (rođ. Derenčin) bila je skladateljica zabavnih melodija. Sin Mladen (1921.) poginuo je tijekom Savezničkoga bombardiranja Slavonskog Broda 19. siječnja 1945.
Poznat je po pseudonimu »Vragoba« (vragolan + Chudoba), pod kojim je uglavnom i objavljivao zagonetke, neke od kojih su uglazbljene i izvođene na kazališnim pozornicama.